# Bruna (Vorname)
Bruna ist ein weiblicher Vorname, das italienische Pendant zum männlichen Vornamen Bruno.

## Namensträgerinnen
- Bruna Colombetti (1936–2008), italienische Florettfechterin
- Bruna Corrà (* 1933), italienische Schauspielerin
- Bruna Esposito (* 1960), italienische Bildhauerin und Installationskünstlerin
- Bruna Genovese (* 1976), italienische Langstreckenläuferin
- Bruna Marquezine (* 1995), brasilianische Fernsehschauspielerin
- Bruna Beatriz Benites Soares (* 1985), brasilianische Fußballspielerin
- Bruna Surfistinha (* 1984), brasilianische Autorin (unter Pseudonym)